# Archytas
Archytas (/ ɑːrkɪtəs /; Græsk: Ἀρχύτας; født 428 f.Kr., død 347 f.Kr.) var en oldgræsk filosof, matematiker, astronom, statsmand og strateg. Han var forsker på den pythagoranske skole og berømt for at være den anerkendte grundlægger af matematisk mekanik, samt en god ven af Platon.

## Liv og arbejde
Archytas blev født i Tarentum, Magna Graecia og var søn af Mnesagoras eller Hadees. Han blev i et stykke tid undervist af Filolaos og underviste Evdoksos fra Knidos i matematik. Menaihkmos var Archytes og Evdoksos' elev. Archytas, der var pythagoræer, mente, at det kun var aritmetik, ikke geometri, der kunne danne grundlag for tilfredsstillende beviser.
Archytas menes at være grundlæggeren af matematisk mekanik. Som det kun blev beskrevet i Aulus Gellius skrifter fem århundreder efter ham, blev han kendt for at have designet og bygget den første kunstige, selvdrevne flyvende enhed, en fugleformet model drevet af en stråle af det, der sandsynligvis var damp, der faktisk siges at have fløjet omkring 200 meter. Denne maskine, der af sin opfinder blev navngivet Duen, kan have været ophængt på en ledning eller et omdrejningspunkt til dens flyvning. Archytas skrev også nogle tabte værker, eftersom han var inkluderet af Vitruv i listen over the tolv forfattere til mekaniske værker. Thomas Nelson Winter fremlægger beviser for, at den pseudo-aristoteliske Mekaniske Problemer faktisk var skrevet af Archytas og derfor er forkert tilskrevet.
Archytas navngiv det harmoniske gennemsnit, der senere blev meget vigtigt i projektiv geometri og talteori; dog opfandt han det ikke. Archytas løste ifølge Eutokios problemet med den fordoblende kube (det såkaldte Deliske problem) på sin måde (selvom han mente "at kun aritmetik, ikke geometri", kunne danne grundlag for tilfredsstillende beviser) med en geometrisk konstruktion. Hippokrates fra Kios havde forinden reduceret dette problem til at finde gennemsnitlige proportioner. Archytas' teori om proportioner bliver behandlet i bog VIII i Euklids Elementer, hvor det er konstruktionen til to forholdsmæssige midler, svarende til ekstraktionen af kubikroden. Denne demonstration, som bruger linjer genereret af bevægelige figurer til at konstruere de to proportioner mellem størrelser, var ifølge Diogenes Laërtius den første, hvori geometri blev studeret med mekanikkens begreber. Archytas-kurven, som han brugte til sin løsning af problemet med den fordoblende kugler, er opkaldt efter ham.
Politisk og militært lader Archytas til at have været den dominerende skikkelse i Tarentum i sin samtid, i nogen grad sammenlignelig med Perikles i Athen et halvt årti tidligere. Tarentenerne valgte ham som strategos, 'general' i syv år i træk – en et skridt, der krævede, at de overtrådte deres egen regel mod successive udnævnelser. Som generel var han angiveligt ubesejret i tarentenske kampagner mod deres syditalienske naboer. Platons Syvende Brev hævder, at Archytas forsøgte at redde Platon under sine vanskeligheder med Dionysos den Anden af Siracusa. I sin offentlige karriere havde Archytas ry for dyd såvel som effektivitet. Nogle forskere har argumenteret for, at Archytas kan have tjent som model for Platons filosofikonge, og at han havde indflydelse på Platons politiske filosofi, som beskrevet i Republikken og andre værker (for eksempel hvordan et samfund opnår gode herskere som Archytas, i stedet for dårlige som Dionysos den Anden?).
Archytas kan muligvis været druknet i et skibsforlis ved Mattinatakysten, hvor han krop lå ubegravet på kysten indtil en sømand på menneskelig vis kastede en håndfuld sand på den. Ellers ville han have måttet vandre på denne side af Styx i hundrede år, sådan dyden af lidt støv, munera pulveris, som Horats kalder det i Ode 1.28, som disse oplysninger om hans død er baseret på. Digtet er dog vanskeligt at fortolke, og det er ikke sikkert, at den skibbrudne og Archytas faktisk er den samme person.
Krateret Archytas på Månen er opkaldt til ære for ham.